# الموضع (آيت تلتي)
الموضع هو دُوَّار يقع بجماعة توبقال، إقليم تارودانت، جهة سوس ماسة في المملكة المغربية. ينتمي الدوّار لمشيخة آيت تلتي التي تضم 11 دوار. يقدر عدد سكانه بـ 208 نسمة حسب الإحصاء الرسمي للسكان والسكنى لسنة 2004.

## روابط خارجية
- البوابة الوطنية للجماعات الترابية
- المندوبية السامية للتخطيط